# Yakovlev Yak-55
Yakovlev Yak-55 là một máy thể thao nhào lộn trên không được thiết kế bởi Slava Kondratiev. Ngoài ra nó còn một phiên bản khác là Yak-55M.

## Thiết kế và chế tạo
Nó có thiết kế cánh khá dày và chắc chắn, được chế tạo hoàn toàn bằng kim loại. Bộ bánh đáp được cố định với những lò xo ở bộ phận đáp chính và bánh đáp ở đuôi. Động cơ là loại Vedeneyev M14P công suất 360 hp. Yak-55 là loại cánh dài, còn Yak-55M là loại cánh ngắn.
Mẫu thử nghiệm bay lần đầu tiên vào tháng 5-1981 và phương Tây được trông thấy nó là vào năm 1982. Tuy nhiên, đội bay nhào lộn của Nga lại không sử dụng loại máy bay này cho đến năm 1984 khi họ chiến thắng trong Giải vô địch bay nhào lộn thế giới.
Yak-55 có hiệu suất bằng 80% so với Su-26, nhưng lại có giá chỉ bằng 1/3. Nó tỏ ra rất có hiệu quả trong mọi cuộc thi nhào lộn. Những khả năng hiển nhiên của máy bay và sự thành công trong việc sử dụng, cùng một số lượng lớn được chế tạo (tính đến này là khoảng 250 chiếc) đã chứng tỏ nó rất được ưu chuộng trong loại hình hàng không tư nhân. Buồng lái khá rộng (nhưng lại là một khoang nhỏ so với chiều dài toàn máy bay) và máy bay làm cho người lái say mê sử dụng mặc dù có những ý kiến cho rằng nó khó hạ cánh.

## SP-55
SP-55 là một phát triển của Yak-55 và được sản xuất vào cuối thập kỷ 1990. SP-55 hợp nhất tất cả các thành phần cấu trúc của Yak-55, nhưng trong số những thay đổi khác, việc sử dụng hợp nhất hệ thống điều khiển bay và trọng lượng nhẹ đã đem lại khả năng thao diễn tiến bộ vượt bậc. Nó được trang bị động cơ M14PF công suất 400 hp, SP-55 được đánh giá là có hiệu suất vượt trội so với Sukhoi Su-31. SP-55 được sản xuất tại nhà máy bay Arsenyiev ở vùng Viễn Đông của Nga.

## Thông số kỹ thuật

### Đặc điểm riêng
- Phi đoàn: 1
- Chiều dài: 7.07 m
- Sải cánh: 8.1 m
- Chiều cao: n/a
- Diện tích : n/a
- Trọng lượng rỗng: 723 kg
- Trọng lượng cất cánh: n/a
- Trọng lượng cất cánh tối đa: n/a
- Động cơ: 1× M14P (360 HP) hoặc M14PF (400HP)

### Hiệu suất bay
- Vận tốc cực đại: 450 km/h
- Tầm bay: n/a
- Trần bay: n/a
- Vận tốc lên cao: 1000 m/phút (M14P) hoặc 1600 m/phút (M14PF)
- Vận tốc quay tròn: 345°/giây
- Lực nâng của cánh: n/a
- Lực đẩy/trọng lượng: n/a